# Forstmehren
Forstmehren é um município localizada no distrito de Altenkirchen, na associação municipal de Verbandsgemeinde Altenkirchen, no estado da Renânia-Palatinado.

## População
| - 1815 – 96 - 1835 – 131 - 1871 – 117 - 1905 – 127 - 1939 – 118 | - 1950 – 134 - 1961 – 140 - 1970 – 138 - 1987 – 132 - 2000 – 178 |